# Хойницький район
Хойницький район (біл. Хойніцкі раён) — адміністративна одиниця на півдні Гомельської області Білорусі. Адміністративний центр — місто Хойники. Район дуже сильно постраждав від аварії на ЧАЕС. Тут знаходиться частина Поліського державного радіаційно-екологічного заповідника.

## Географія
Площа району становить 2030 км кв (8-ме місце). Район на північному заході межує із Калинковицьким районом, на північному сході з — Речицьким, на сході — з Брагінським, на південному сході — Наровлянським і Мозирським районами Гомельської області, на півдні — з Україною.
Основні річки — Прип'ять і її притоки Віть і Тур'я. Є багато озер, у тому числі Жартай, Ломиш, Староселлє, В'юри, Гнєздноє, Мостище, Семениця, а також водоймища Великоборське, Віть, Судково й Уласи.
У районі проведені меліоративні канали, у тому числі Великий, Кожушковський, Амельковщинський, Клівской, Кононовський і Щелбинський.

## Історія
Район утворений 8 грудня 1926 року. 10 жовтня 1967 року Хойникам привласнений статус міста.
Хойницький район — найбільше постраждав внаслідок аварії на Чорнобильській АЕС. За 20 років після аварії з території, найбільше забрудненої радіонуклідами, було відселено більше 20 тис. чоловік, чисельність населення скоротилася майже вдвоє. Перестали існувати 49 населених пунктів із 99, кілька навчальних закладів (включаючи СПТУ-50), медичних, культурно-освітніх закладів, 5 будівельних організацій, розформовано 6 сільських рад. Ліквідовано 7 сільськогосподарських підприємств, кормозавод «Майдан», свинокомплекс, молочний комплекс на 800 голів корів. Із користування виведено 88 тис. га землі, в тому числі 33 тис. га сільгоспугідь.

## Демографія
Населення району (на 1 січня 2016 року) — 19 539 чоловік (13-те місце), у тому числі в міських умовах проживають 12 698 чоловік. Всього нараховується 50 населених пунктів.
У 2009 році проживало 22 412 осіб.
У 1986 році, до початку евакуації населення із населених пунктів, що зазнали радіаційного забруднення в результаті аварії на ЧАЕС, населення району складало 45 900 чоловік.

## Відомі особистості
У районі народилась:
- Конопелько Алла Іванівна (1960—2015) — білоруська поетеса і перекладачка (с. Небитов).
- Кошельникова Раїса Миколаївна (1904—1980) — білоруська актриса (с. Борщівка).